# Abovian
Abovyan este un oraș din Provincia Kotayk, Armenia.